# Cochliobolus bicolor
Cochliobolus bicolor är en svampart som beskrevs av A.R. Paul & Parbery 1966. Cochliobolus bicolor ingår i släktet Cochliobolus och familjen Pleosporaceae.   Inga underarter finns listade i Catalogue of Life.